# Antron Corace
Antron Corace era un sabino, protagonista di una storia accaduta sotto il regno di Servio Tullio. 
Antron Corace aveva la più bella e la più grande vacca del paese. Un indovino gli predisse che colui che l'avesse sacrificata a Diana sul monte Aventino avrebbe procurato alla sua città il controllo ed il governo su tutta l'Italia. Corace si recò quindi a Roma per sacriﬁcarla, ma un domestico del re Servio Tullio avvisò il suo sovrano di questa profezia ed il re ne informò il pontefice. D'accodo con il re, il pontefice ingannò Corace dicendogli che prima di fare il sacrificio, era d‘uopo che si lavasse nel Tevere. Corace obbedì e mentre era occupato a lavarsi, il re sacriﬁcò la vacca, afﬁsse le corna alla porta del tempio di Diana ed ebbe tutto l’onore del sacriﬁcio. Roma divenne capitale di un impero che si estendeva ben oltre i confini della penisola italiana.
Plutarco spiega con la volontà di conservare la memoria dell'antica storia dell'inganno di Corace il motivo per cui sulle porte di tutti i templi di Diana si affiggevano delle corna di cervo, mentre al solo tempio dell'Aventino vi erano delle corna di bue.